# 福岡昭和タクシー
福岡昭和タクシー株式会社（ふくおかしょうわタクシー）は、福岡県福岡市中央区に本社を置く、昭和グループのタクシー・バス事業者である。

## 沿革
- 1963年4月1日 - 昭和自動車のタクシー部門から分離独立して設立。
- 1985年 - 自動車運行管理請負業を開始。
- 1987年 - 東京四社営業委員会（日本交通、国際自動車、大和自動車交通、帝都自動車交通）と業務提携。
- 1999年 - 貸切バス事業開始。

## 営業所等
- 福岡事業本部
  - 福岡市中央区渡辺通2-4-35
- 長尾整備工場・長尾車庫
  - 福岡市城南区長尾1-13-25

## タクシー事業
福岡市内を中心にタクシー・ハイヤーを運営している。
福岡市中心部については、1980年代後期に本社併設の福岡営業所を廃止する等タクシーの営業を縮小して、中型車及びジャンボタクシー車両によるハイヤー形態での営業を主体とし、小型車によるタクシー営業は、今宿・前原両営業所のある福岡市西区今宿地区・前原市方面を主体としていた。その後、タクシー事業の規制緩和により、2006年頃からトヨタ・プリウスを主体に増車を行い、再び福岡市中心部でも「流し」を含むタクシー営業を拡大している。当初プリウスについては中型運賃が適用されていたが、2009年7月24日以降は小型運賃適用とし、利用促進を図っている。
2005年2月からタクシー無線のデジタル化を行い、GPSを用いた車両位置表示システムも導入している。
福岡市今宿地区でのタクシー事業からは撤退し、糸島市の福岡西部事業部は2015年4月1日に昭和自動車に移管された。

## バス事業
中型・小型貸切バスを保有している。

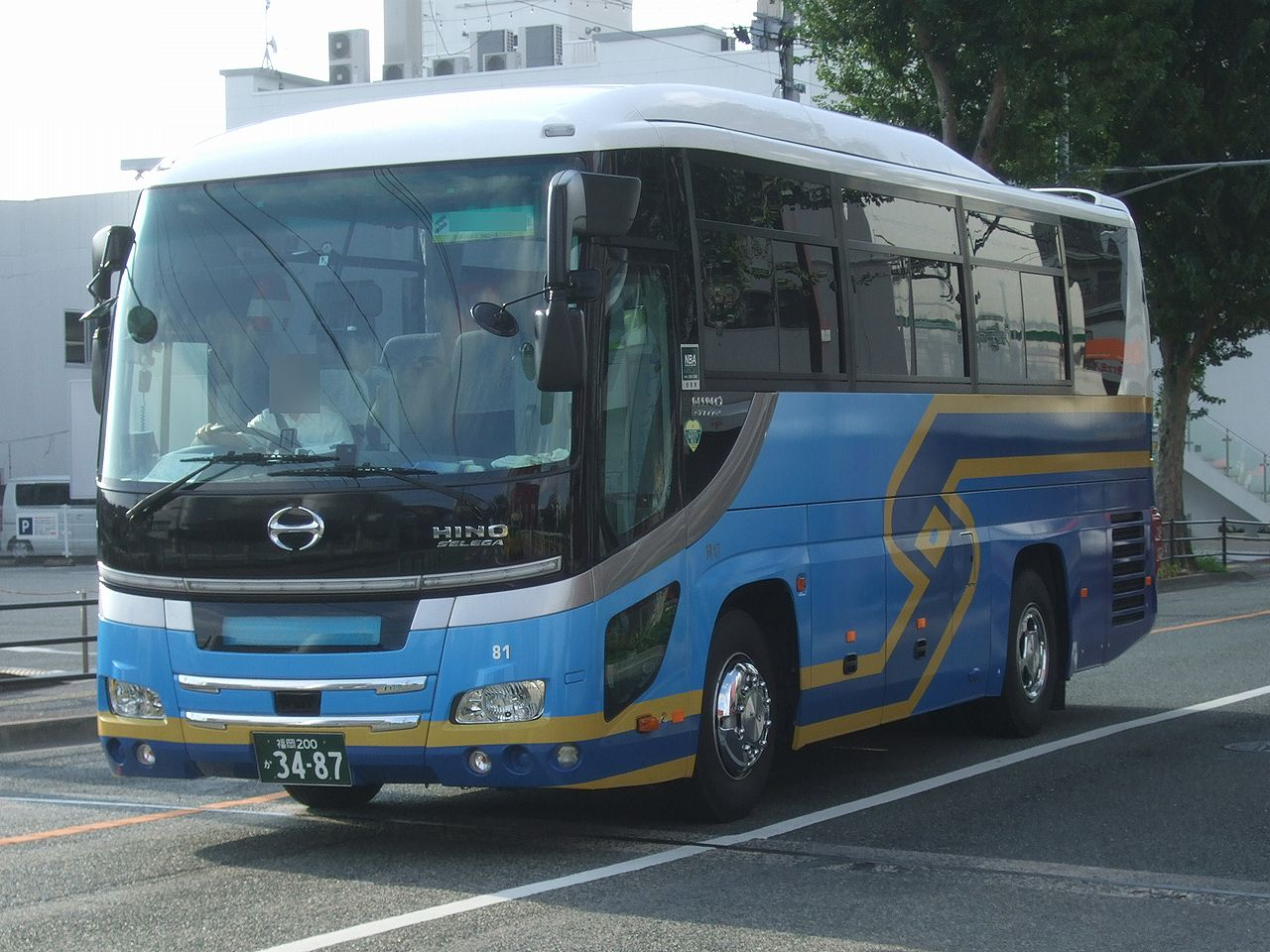
貸切車

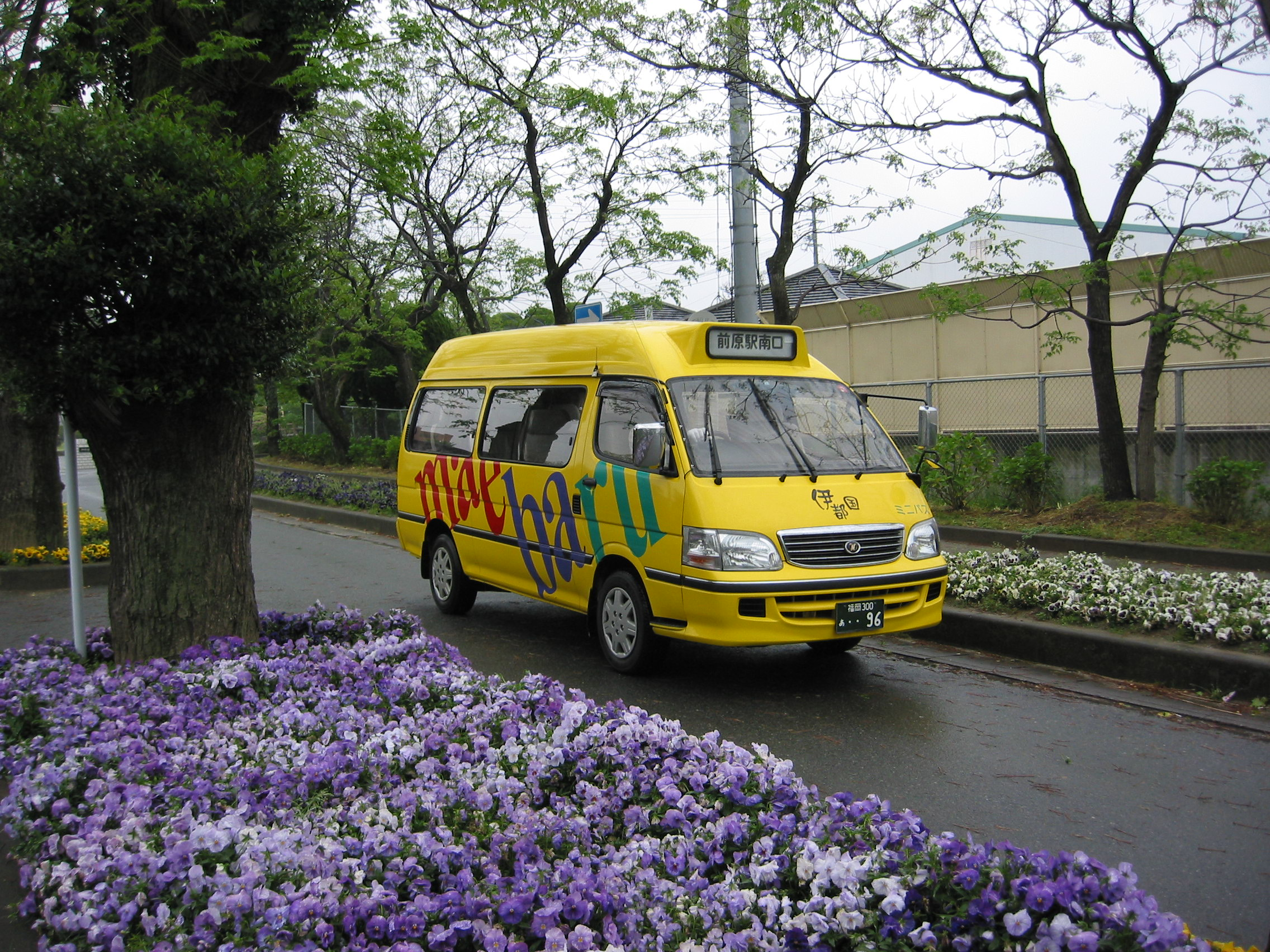
前原市ミニバス（当時）の車両

ほかに糸島市から糸島市コミュニティバスを受託運行していたが、担当していた福岡西部事業部が昭和自動車に移管されたため、昭和自動車による運行となり撤退した。前身である「前原市ミニバス」の運行開始当初から親会社である昭和自動車とともに受託し、当時はトヨタ・ハイエースのジャンボタクシー車両のみの乗合タクシーであった。「糸島市コミュニティバス」ではマイクロバス（三菱ふそう・ローザ、日野・リエッセ、トヨタ・コースター、トヨタ・ハイエースコミューター）も使用していた。